# Rappenmünzbund

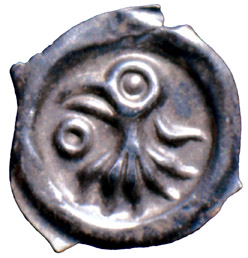
Rappenpfennig di Friburgo in Brisgovia, 1290 circa

La Rappenmünzbund ("Lega monetaria del Rappen") è stata una lega diffusa nell'alto Reno tra il XIV ed il XVI secolo.

## Storia
Il 7 marzo 1311 fu firmato un accordo monetario di quindici anni tra il duca d'Austria, Leopoldo I, e la città di Basilea.
Il trattato fu riscritto nel 1387 e firmato da molti nuovi contraenti: Colmar, Zurigo, Berna, Neuchâtel, in tutto più di settanta.
Le monete erano tagliate 1168 al marco di Colonia. Cioè con un marco d'argento venivano coniate 1168 monete. Il marco usato era di ca. 234 grammi. Il titolo era di 12 lot, ossia 12/16 (cioè 750/1000). Quindi i Pfennig bratteati coniati pesavano 0.20 grammi di argento e 0.15 di fino.
Il patto era comunque debole per l'alto numero dei contraenti che avevano a volte interessi contrastanti. Quindi il 24 febbraio 1403 fu firmato un nuovo trattato in sostituzione di quello del 1387.
Il nuovo trattato univa le città di Basilea, Friburgo, Colmar e Breisach ed i baliati del duca d'Austria in Brisgovia, Alsazia e Sundgau. Il Pfennig venne ora fissato a 1242 al marco con un lot a 10 2/3 (666/1000).
Nel 1425 la convenzione adotterà il Plappart. Questa era una nuova moneta con un elevato titolo d'argento. Era tagliata a 145 al marco di Colonia (233,856 grammi) cioè ca. 1.62 grammi ogni moneta a 15 lot (15/16 cioè 938/1000). Fu valutata 6 Rappen.
Nel 1584 la Lega fu sciolta.
La lega prese il nome dalla monete più significativa, il Pfennig bratteato di Friburgo detto Rappen poiché mostra un corvo (Raben in tedesco).
Nel tempo parteciparono alla lega: il duca d'Austria, Basilea, Friburgo, Breisach, Colmar, Thann, Sciaffusa, Zofingen, Zurigo, Berna, Soletta e altri comuni nella Brisgovia e nel Sundgau in Alsazia.

## Valori
Nel 1498 nel Rappenmünzbund i valori reciprici delle monete erano:
| Groschen         | 24 Pfennig |
| Plappart         | 12 Pfennig |
| Doppelvierer     | 8 Pfennig  |
| Vierer           | 4 Pfennig  |
| Rappen/Zweilinge | 2 Pfennig  |
| Stäbler Pfennig  | 1 Pfennig  |